# 三瀦縣
三瀦縣（日语：／ Mizuma ken */?）是日本於1871年設立的行政區劃，管轄範圍包括過去明治維新前筑後國，相當於現在的福岡縣南部的筑後地方；在1876年時佐賀縣曾一度被併入三瀦縣，但僅維持四個月，三瀦縣即被廢除。

## 歷史
1871年日本實施廢藩置縣，久留米藩、三池藩、柳河藩分別被改設為久留米縣、三池縣、柳川縣；同年11月這三縣被合併，合併後的新縣縣廳設於三瀦郡榎津町（位於現在的大川市），因此「三瀦」成為新縣的名稱。雖然隔年縣廳遷移至御井郡兩替町的舊久留米城御使者屋（位於現在的久留米市），但縣名並未再變更。
1876年4月，為了佐賀縣由於先前發生佐賀之亂遭到撤銷縣的處分，全部轄區被併入三瀦縣；但僅維持四個月，同年8月又改決定廢除三瀦縣，將原屬佐賀縣的區域併入長崎縣，而三瀦縣最初的範圍則併入福岡縣。

## 轄區
- 筑後國全境
  - 三瀦郡
  - 御原郡
  - 生葉郡
  - 竹野郡
  - 山本郡
  - 御井郡
  - 上妻郡
  - 下妻郡
  - 山門郡
  - 三池郡

1876年4月以後新增加
- 肥前國
  - 基肄郡
  - 養父郡
  - 三根郡
  - 神埼郡
  - 佐賀郡
  - 小城郡
  - 杵島郡
  - 藤津郡
  - 松浦郡的部分區域

## 歴任知事
| 職稱       | 姓名     | 上任日期               | 卸任日期       | 備註                       |
| ---------- | -------- | ---------------------- | -------------- | -------------------------- |
| 參事       | 水原久雄 | 1871年11月14日（舊曆） | 1873年7月23日  | 原岡山藩藩士               |
| 權令       | 岡村義昌 | 1873年7月24日          | 1875年10月30日 | 前兵庫縣參事、原鶴舞藩藩士 |
| 權令       | 平川光伸 | 1875年11月1日          | 1876年8月21日  | 前度會縣參事、原岡山藩藩士 |
| 參考資料： |          |                        |                |                            |